# Trithemis bredoi
Trithemis bredoi – gatunek ważki z rodziny ważkowatych (Libellulidae).